# Revolução (filme de 1985)
Revolução  (em inglês:  Revolution) é um filme noruego-britano-estadunidense de 1985 dos gêneros aventura, ficção histórica e guerra, dirigido por Hugh Hudson, com roteiro de Robert Dillon.

## Elenco
- Al Pacino
- Nastassja Kinski
- Donald Sutherland
- Dexter Fletcher
- Steven Berkoff